# Сыропятское сельское поселение
Сыропятское се́льское поселе́ние — муниципальное образование в Кормиловском районе Омской области Российской Федерации.
Административный центр — село Сыропятское.

## История
Статус и границы сельского поселения установлены Законом Омской области от 30 июля 2004 года № 548-ОЗ «О границах и статусе муниципальных образований Омской области».

## Население
| 2010  | 2011  | 2012  | 2013  | 2014  | 2015  | 2016  |
| ----- | ----- | ----- | ----- | ----- | ----- | ----- |
| 1587  | ↗1588 | ↘1567 | ↗1568 | ↗1611 | ↗1638 | ↗1682 |
| 2017  | 2018  | 2019  | 2020  | 2021  | 2023  |       |
| ↗1714 | ↘1697 | ↘1656 | ↘1638 | ↘1604 | ↘1595 |       |

## Состав сельского поселения
| № | Населённый пункт | Тип населённого пункта       | Население |
| - | ---------------- | ---------------------------- | --------- |
| 1 | Байкал           | деревня                      | 91        |
| 2 | Сыропятская      | деревня                      | 129       |
| 3 | Сыропятское      | железнодорожная станция      | 168       |
| 4 | Сыропятское      | село, административный центр | 1199      |